# Herbert Pfeiffer
Herbert Pfeiffer (* 27. Juni 1893 in Liegnitz, Provinz Schlesien; † 18. September 1976 in Hannover) war ein deutscher Offizier in der Luftwaffe der Wehrmacht während des Zweiten Weltkriegs.

## Leben
Pfeifer trat am 25. März 1913 in das kaiserliche Heer ein und wurde am 10. August 1914 zum Leutnant befördert. Zu Beginn des Ersten Weltkrieges diente er in der Infanterie, wechselte aber nach einer Verwundung am 12. Mai 1917 zur Fliegertruppe. Dort begann er am 1. November 1917 eine Ausbildung zum Flugzeugführer und wechselte im Mai 1918 in die Feldflieger-Abteilung 226. 
Nach Kriegsende wurde er in die Reichswehr übernommen und ging zur Fahrtruppe in die Fahr-Abteilung 3. Nachdem er am 1. Mai 1924 zum Oberleutnant befördert wurde, ging er ab dem 1. Oktober 1927 in die Sowjetunion, um an einer geheimen Fliegerausbildung auf dem Flugplatz Lipezk teilzunehmen. Nach zwei Jahren dort, in denen er zum Rittmeister befördert wurde, kehrte er nach Deutschland zurück. 
Am 1. Oktober 1934 trat er als Major der neugegründeten Luftwaffe bei und übte im Reichsluftfahrtministerium (RLM) den Posten eines Gruppenleiters im Luftwaffen-Personalamt aus. Nachdem er am 10. Oktober 1936 seine Beförderung zum Oberstleutnant erhalten hatte, wechselte er am 1. März 1936 an die Lufttechnische Akademie. Anschließend übernahm er als Gruppenkommandeur die I. Gruppe des Kampfgeschwaders 157, bevor er am 1. November 1938 zum Reichskriegsgericht beordert wurde. Nachdem er dort am 1. Januar 1939 zum Oberst befördert worden war, übernahm er am 1. Mai im RLM als Kommandeur die Annahmestelle für Offizierbewerber. Ab dem 25. Juni 1941 wechselte er als Sonder-Beauftragter zum Amtschef des Luftwaffen-Personalamtes und wurde Verbindungs-Offizier zu Heerführern und Verbandführern an der Front. Am 15. Dezember 1941 wechselte er dann innerhalb des RLM auf die Stelle eines Inspizienten für Bekleidung und Verpflegung der Luftwaffe, wo er am 1. Juli 1942 die Beförderung zum Generalmajor erhielt. Nachdem er am 1. April 1944 im Stab des Stab des Luftgau-Kommando III eingesetzt wurde, übernahm er am 1. Juni die Aufgabe eines Kommandeurs der Kontrollkommandos/Luftflotte 1. Aber schon am 1. Oktober wurde er seines Postens enthoben und in die Führerreserve versetzt. Er erhielt kein neues Kommando mehr und wurde am 31. Dezember 1944 entlassen.